# Xerophaeus aurariarum
Xerophaeus aurariarum är en spindelart som beskrevs av William Frederick Purcell 1907. Xerophaeus aurariarum ingår i släktet Xerophaeus och familjen plattbuksspindlar. Inga underarter finns listade i Catalogue of Life.